# Fjällfotasjön
Fjällfotasjön är en sjö i Svedala kommun i Skåne och ingår i Sege ås huvudavrinningsområde. Sjön är 2,5 meter djup, har en yta på 1,72 kvadratkilometer och befinner sig 51 meter över havet. Sjön avvattnas av vattendraget Sege å. Vid provfiske har bland annat abborre, braxen, gers och gädda fångats i sjön.
I sjön finns ett par obebodda öar där vegetationen får växa fritt. Den ligger i ett skogsområde mellan Svedala och Sturups flygplats. Avrinningen sker till Börringesjön.

## Etymologi
Ordet Fjällfotasjön är belagt sedan 1682 men tolkningen är osäker. Det kan komma från fiæťerfota eller fyrlefot, båda med betydelsen "ödla". En annan möjlig härstamning är fällfogde, "person som ombesörjer trädfällning" eller möjligen "vilda djurs infångande i fällor".

## Delavrinningsområde
Fjällfotasjön ingår i delavrinningsområde (615793-134233) som SMHI kallar för Utloppet av Fjällfotasjön. Medelhöjden är 58 meter över havet och ytan är 11,16 kvadratkilometer. Det finns inga avrinningsområden uppströms utan avrinningsområdet är högsta punkten. Avrinningsområdets utflöde Sege å mynnar i havet. Avrinningsområdet består mestadels av skog (45 %), öppen mark (13 %) och jordbruk (19 %). Avrinningsområdet har 1,72 kvadratkilometer vattenytor vilket ger det en sjöprocent på 15,4 %.

## Fisk
Vid provfiske har följande fisk fångats i sjön:
- Abborre
- Braxen
- Gärs
- Gädda
- Gös
- Löja
- Mört
- Sarv
- Sutare